# Justicia tocantina
Justicia tocantina (syn. Chaetothylax tocantinus (Nees) e Justicia tocantinus (Nees) V. A. W. Graham) é uma planta nativa da Argentina e da vegetação de cerrado do Brasil. Esta planta é citada no livro Flora Brasiliensis por Carl Friedrich Philipp von Martius.